# Bryobia apsheronica
Bryobia apsheronica är en spindeldjursart som beskrevs av Khalilova 1953. Bryobia apsheronica ingår i släktet Bryobia och familjen Tetranychidae. Inga underarter finns listade.